# Stefano Vella
Stefano Vella (Roma, 12 de junio de 1952) es un médico italiano especializado en infectología, líder de la lucha contra el VIH en Italia. Fue presidente de la Sociedad Internacional de SIDA (IAS) de 2000 a 2002.

## Biografía
Se recibió de médico en la Universidad de Roma La Sapienza en 1977 y obtuvo su especialización en infectología en 1982. Se doctoró en la Universidad de Pensilvania en 1988.
En 1999 fue nombrado Caballero de la República Italiana y en 2008 fue seleccionado por la revista Science como el tercer referente mundial en la lucha contra el VIH, siendo el único italiano.

## Carrera
En 1992 fue nombrado director del Departamento de Medicina del Istituto Superiore di Sanità, cargo que mantiene hasta la actualidad. Es editor oficial de la edición italiana del The New England Journal of Medicine.
De 1999 a 2002 formó parte de la Comisión Internacional de ONUSIDA sobre terapia antirretroviral. Además es coordinador del Proyecto Europeo para la investigación de las terapias contra el SIDA y miembro del Fondo Global de Lucha contra el SIDA, la Tuberculosis y la Malaria.

## Distinciones
- Caballero de la República Italiana ( Italia, 1999).